# 奥保尔洪特
奥保尔洪特，是匈牙利托尔瑙州所辖的一个村。总面积17.96平方公里，总人口1060，人口密度59.0人/平方公里（2011年1月1日）。